# 13 Voices
Albums de Sum 41
Screaming Bloody Murder
(2011) Order in Decline
(2019)
Singles
1. War
Sortie : 25 août 2016

13 Voices est le septième album studio du groupe de punk-rock canadien Sum 41. Sorti le 7 octobre 2016, il est le premier album avec le guitariste Dave Baksh depuis Chuck en 2004, ainsi que le premier avec le batteur Frank Zummo, qui a remplacé Steve Jocz.

## Développement (2013-2016)
Le 26 novembre 2012, les membres du groupe révèlent qu'ils mettent en pause les tournées en 2013 pour commencer à travailler sur un nouvel album. Le 18 avril 2013, le batteur Jocz a annoncé sur Facebook qu'il quitterait le groupe. Dans une interview donnée le 7 février 2014, Deryck a révélé que le groupe a peut-être trouvé un nouveau batteur et préparerait de la nouvelle musique. Le sixième album attendu serait le premier avec seulement deux membres fondateurs, Whibley et McCaslin, jusqu'au retour de Baksh en 2015, dont ce sera le premier album avec le groupe depuis Chuck, sorti en 2004. L'album sera également le premier sans le fondateur/batteur Steve Jocz, et le premier avec le batteur Frank Zummo qui le remplacera. 
Le 16 mai 2014, Deryck Whibley poste sur son site Web qu'il a souffert d'une insuffisance hépatique et rénale due à une trop forte consommation d’alcool. Il déclare qu'il a des idées pour de nouvelles chansons, et que le groupe commencera bientôt commencer la création d'un nouvel album. Le 9 juin 2014, il a déclaré sur sa page Facebook qu'il travaillait chez lui sur de la nouvelle musique pour Sum 41 pour se préparer à l'enregistrement en studio. Le 19 mars 2015, une courte vidéo est postée sur la page Facebook du groupe, montrant seulement un haut-parleur et un extrait d'une chanson n'appartenant à aucun de leurs enregistrements précédents, laissant entendre que la nouvelle musique est sur le point d'être terminée.
Le 9 juillet 2015, le groupe lance une campagne PledgeMusic pour son album. Le 23 juillet 2015, le groupe joue son spectacle de retour au Alternate Press Awards, et est rejoint sur scène par Dave Baksh, qui avait quitté officiellement le groupe depuis neuf ans. Le 14 août 2015, Sum 41 annonce que Baksh a rejoint officiellement le groupe et participait à l'album. Le 26 décembre 2015, Sum 41 tease deux nouvelles chansons sur son compte Instagram. 
Le 1er janvier, 2016, Deryck Whibley publie sur leur page Facebook que le nouvel album est presque fini. La participation du groupe au 2016 Warped Tour est annoncée. Le 11 mai 2016, Sum 41 annonce leur signature avec Hopeless Records. Le 1er juin 2016, ils annoncent que l'album sortira à l'automne 2016, puis précisent qu'il sortira le 7 octobre 2016.

## Liste des pistes
| 1.    | A Murder of Crows              | 3:04 |
| 2.    | Goddamn I'm Dead Again         | 3:22 |
| 3.    | Fake My Own Death              | 3:15 |
| 4.    | Breaking the Chain             | 4:03 |
| 5.    | There Will Be Blood            | 3:30 |
| 6.    | 13 Voices                      | 4:32 |
| 7.    | War                            | 3:30 |
| 8.    | God Save Us All (Death to POP) | 3:53 |
| 9.    | The Fall and the Rise          | 3:10 |
| 10.   | Twisted by Design              | 5:29 |
| 37:43 |                                |      |

| Bonus édition Deluxe | Bonus édition Deluxe            | Bonus édition Deluxe | Bonus édition Deluxe | Bonus édition Deluxe | Bonus édition Deluxe | Bonus édition Deluxe | Bonus édition Deluxe | Bonus édition Deluxe | Bonus édition Deluxe |
| No                   | Titre                           | Durée                |                      |                      |                      |                      |                      |                      |                      |
| -------------------- | ------------------------------- | -------------------- | -------------------- | -------------------- | -------------------- | -------------------- | -------------------- | -------------------- | -------------------- |
| 11.                  | Better Days                     | 2:15                 |                      |                      |                      |                      |                      |                      |                      |
| 12.                  | Black Eyes                      | 3:14                 |                      |                      |                      |                      |                      |                      |                      |
| 13.                  | War (acoustique)                | 3:43                 |                      |                      |                      |                      |                      |                      |                      |
| 14.                  | Breaking the Chain (acoustique) | 3:48                 |                      |                      |                      |                      |                      |                      |                      |
| 50:43                |                                 |                      |                      |                      |                      |                      |                      |                      |                      |

| 11. | War (Feat. TAKA of ONE OK ROCK)                                |      |
| 12. | Better Days                                                    | 2:15 |
| 13. | Black Eyes                                                     | 3:14 |
| 14. | War (acoustique)                                               | 3:43 |
| 15. | Breaking the Chain (acoustique)                                | 3:48 |
| 16. | Radio Radio (Reprise de la chanson originale d'Elvis Costello) |      |

## Membres du groupe
- Deryck Whibley – chant principal, guitare rythmique, clavier
- Dave Baksh – guitare lead, chant secondaire
- Tom Thacker – guitare lead, clavier, chant secondaire
- Jason McCaslin – basse, chant secondaire
- Frank Zummo – batterie, percussions, chant secondaire